# ɞ
Cette page contient des caractères spéciaux ou non latins. S’ils s’affichent mal (▯, ?, etc.), consultez la page d’aide Unicode.
Le ɞ, appelée epsilon réfléchi fermé, est une lettre spéciale utilisée dans l’alphabet phonétique international pour représenter une voyelle mi-ouverte centrale arrondie. Sa variante non réfléchie, ʚ, appelée epsilon fermé, a été utilisée dans le tableau API de 1993 et sa forme a été corrigé dans le tableau de 1996.

## Histoire
Les symboles o ouvert rayé (ou epsilon lunaire réfléchi) ‹ ϶ › et epsilon réfléchi fermé ‹ ɞ › ont été utilisés pour représenter une voyelle mi-ouverte centrale arrondie par plusieurs auteurs avant qu’un symbole soit adopté par l’Association phonétique internationale. J. C. Catford (en) propose le symbole o ouvert rayé ‹ ϶ › dans le journal de l’association en 1990, l’éditeur ajoutant en note le symbole epsilon réfléchi fermé ‹ ɞ › comme alternative ayant été utilisé par David Abercrombie (en).
En 1993, l’Association phonétique internationale adopte le symbole ɞ pour représenter une voyelle mi-ouverte centrale arrondie, mais celui-ci est imprimé non réfléchi ‹ ʚ › dans le journal et dans le tableau API de 1993.
En 1995, la forme du symbole est corrigée et il est réfléchi dans le tableau API de 1996.

## Représentation informatique
| formes    | représentations | chaînes de caractères | points de code | descriptions                                  | notes                                |
| --------- | --------------- | --------------------- | -------------- | --------------------------------------------- | ------------------------------------ |
| minuscule | ɞ               | ɞ                     | U+025E         | lettre minuscle latine epsilon réfléchi fermé |                                      |
| minuscule | ʚ               | ʚ                     | U+029A         | lettre minuscule latine epsilon fermé         | Forme erronée du tableau API de 1993 |